# هینکل (تنسی)
هینکل (به انگلیسی: Hinkle) یک منطقهٔ مسکونی در ایالات متحده آمریکا است که در شهرستان هاردین، تنسی واقع شده‌است. هینکل ۱۴۸٫۱۳ متر بالاتر از سطح دریا واقع شده‌است.